# Frazer Hines
Frazer Hines (Horsforth, 22 settembre 1944) è un attore britannico, noto per avere interpretato il ruolo di Jamie McCrimmon nella serie di fantascienza Doctor Who e di Joe Sugden in Valle di luna.

## Filmografia parziale

### Cinema
- John and Julie, regia di William Fairchild (1955) (cameo)
- Peril for the Guy, regia di James Hill (1956)
- X contro il centro atomico (X: The Unknown), regia di Leslie Norman (1956)
- The Salvage Gang, regia di John Krish (1958)
- Witness in the Dark, regia di Wolf Rilla (1959)
- The Young Jacobites, regia di John Reeve (1960)
- Go Kart Go, regia di Jan Darnley-Smith (1964)
- L'ultima valle (The Last Valley), regia di James Clavell (1971)
- Zeppelin, regia di Étienne Périer (1971)

### Televisione
- Huntingtower – serie TV, 6 episodi (1957)
- The Silver Sword – serie TV, 6 episodi (1957-1958)
- Run to Earth – serie TV, 5 episodi (1958)
- Cinderella, regia di C.E. Webber – film TV (1958)
- Late Summer Affair, regia di Leo Lehmann – film TV (1962)
- Smuggler's Bay – serie TV, 6 episodi (1964)
- The Old Wives' Table, regia di David Giles – film TV (1964)
- King of the River – serie TV, 4 episodi (1966)
- Doctor Who – serie TV, 117 episodi (1966-1975)
- Valle di luna (Emmerdale Farm) – serie TV, 107 puntate (1972-1994)

## Bibliography
- Holmstrom, John. The Moving Picture Boy: An International Encyclopaedia from 1895 to 1995, Norwich, Michael Russell, 1996, p. 248.